# Leonard Johnson
Leonard Johnson (Clearwater, 30 marzo 1990) è un giocatore di football americano statunitense che gioca nel ruolo di cornerback per i Buffalo Bills della National Football League (NFL). Al college ha giocato a football all’Università statale dell'Iowa.

## Carriera professionistica

### Tampa Bay Buccaneers
Malgrado fosse considerato da alcuni analisti come uno dei migliori cornerback disponibili nel Draft NFL 2012, Johnson non fu selezionato ma il 30 aprile 2012 firmò un contratto coi Tampa Bay Buccaneers, impressionando a tal punto lo staff degli allenatori della squadra da farlo allenare assieme ai giocatori scelti nel draft. Il primo intercetto in carriera lo mise a segno ai danni di Christian Ponder nella settimana 8 contro i Minnesota Vikings. Anche nelle due gare successive, rispettivamente contro Oakland Raiders e San Diego Chargers, fece registrare un intercetto. Johnson concluse una produttiva stagione da rookie disputando tutte le 16 partite, incluse sei come titolare, con 41 tackle, 3 intercetti, 9 passaggi deviati, un fumble forzato e un touchdown.
Nella prima gara della stagione 2013 contro i New York Jets, Johnson guidò i Buccaneers con 9 tackle. Il primo intercetto stagionale lo fece registrare nella vittoria della settimana 12 sui Detroit Lions.

## Statistiche
| Partite totali      | 52  |
| Partite da titolare | 20  |
| Tackle              | 121 |
| Sack                | 0   |
| Intercetti          | 5   |

Statistiche aggiornate alla stagione 2015